# Le Premier Ministre et Moi
Le Premier Ministre et Moi (Chongri-wa na ; hangeul : 총리와 나 ; titre international : Prime Minister and I) est une série télévisée sud-coréenne diffusée du 6 décembre 2013 au 4 février 2014 sur KBS2 en Corée du Sud avec Lee Beom-soo, Yoona, Yoon Shi-yoon, Chae Jung-an et Ryu Jin,.

## Synopsis
À 42 ans, Kwon Yul est le plus jeune premier ministre en Corée du Sud. En plus de sa réputation d'être un honnête homme de la plus haute intégrité, il est aussi un veuf qui élève ses trois enfants seul. Mais ce que le public ne sait pas, ce est que malgré son image parfaite, Yul est en fait un père luttant, dépourvu de même les plus élémentaires des compétences parentales. Nam Da-jung est une journaliste qui a recours à l'écriture pour un tabloïd trash pour soutenir son père malade, mais quand elle poursuit le premier ministre Kwon pour un exposé lucratif, elle finit par écoper beaucoup plus qu'elle n'a négocié pour, et les deux finissent par un mariage de contrat.

## Distribution

### Acteurs principaux
- Lee Beom-soo : Kwon Yul[4]
- Yoona : Nam Da-jung[5],[6],[7]
- Yoon Shi-yoon : Kang In-ho[8]
- Chae Jung-an : Seo Hye-joo
- Ryu Jin : Park Joon-ki

### Acteurs secondaires
- Choi Soo-han : Kwon Woo-ri
- Jeon Min-seo : Kwon Na-ra
- Lee Do-hyun : Kwon Man-se
- Jeon Won-joo : Na Young-soon
- Lee Young-beom : Shim Sung-il
- Lee Han-wi : Nam Yoo-sik, le père de Da-jung qui souffre de la maladie d'Alzheimer
- Choi Deok-moon : Go Dal-pyo
- Lee Min-ho : Park Hee-chul, l'aide de Da-jung
- Min Sung-wook : Byun Woo-chul
- Yoon Hae-young : Na Yoon-hee
- Jung Ae-yeon : Park Na-young, l'épouse de Kwon Yul
- Kim Ji-wan : Kang Soo-ho
- Jang Hee-woong : Bae In-kwon
- Song Min-hyung : Kim Tae-man
- Kim Jong-soo : Gong Taek-soo
- Hong Sung-sook : Jang Eun-hye
- Lee Yong-yi : Lee Dal-ja
- Ko Joo-yeon : Roori
- Han Young-je : le garde du corps de Kwon Yul
- Lee Deok-hwa : le père de Na Yoon-hee (caméo, épisode 6)
- Kim Jun-myeon : Han Tae-woong (caméo, épisodes 10 à 12)[9]
- Oh Man-seok : le gangster (caméo, épisode 12)

## Diffusion
- KBS 2TV (2013-2014)
- KBS World (2014)
- Drama Channel (2014)
- Videoland Drama Channel (2014)
- GMA Network (2014-2015)

## Réception
Dans le tableau ci-dessous, les chiffres bleus représentent les notes les plus basses et les chiffres rouges représentent les meilleures notes.
| Nombre d'épisodes | Date de diffusion | Part d'audience moyenne | Part d'audience moyenne     | Part d'audience moyenne | Part d'audience moyenne     |
| Nombre d'épisodes | Date de diffusion | TNmS Ratings            | TNmS Ratings                | AGB Nielsen             | AGB Nielsen                 |
| Nombre d'épisodes | Date de diffusion | Tout le pays            | Région de la capitale Séoul | Tout le pays            | Région de la capitale Séoul |
| ----------------- | ----------------- | ----------------------- | --------------------------- | ----------------------- | --------------------------- |
| 1                 | 9 décembre 2013   | 5,4 %                   | 5.8%                        | 5,9 %                   | 5,4 %                       |
| 2                 | 10 décembre 2013  | 5.0%                    | 5,9 %                       | 5,4 %                   | 5.0%                        |
| 3                 | 16 décembre 2013  | 5,5 %                   | 6,1 %                       | 7,3 %                   | 7,4 %                       |
| 4                 | 17 décembre 2013  | 5,8 %                   | 6,4 %                       | 6,5 %                   | 7,0 %                       |
| 5                 | 23 décembre 2013  | 6,0 %                   | 6,1 %                       | 5,9 %                   | 5,5 %                       |
| 6                 | 24 décembre 2013  | 5,5 %                   | 5,9 %                       | 5,7 %                   | 5,4 %                       |
| 7                 | 30 décembre 2013  | 9.0%                    | 10.6%                       | 11.9%                   | 10.9%                       |
| 8                 | 6 janvier 2014    | 6,0 %                   | 6,1 %                       | 7,3 %                   | 8,3 %                       |
| 9                 | 7 janvier 2014    | 7,3 %                   | 8,3 %                       | 7,3 %                   | 8,0 %                       |
| 10                | 13 janvier 2014   | 6,7 %                   | 7,0 %                       | 9,9 %                   | 9,1 %                       |
| 11                | 14 janvier 2014   | 8,6 %                   | 7,3 %                       | 9,5 %                   | 8,7 %                       |
| 12                | 20 janvier 2014   | 6,2 %                   | 6,5 %                       | 6,1 %                   | 6,2 %                       |
| 13                | 21 janvier 2014   | 5,5 %                   | 5,6 %                       | 6,0 %                   | 6,3 %                       |
| 14                | 27 janvier 2014   | 5,8 %                   | 6,7 %                       | 5,5 %                   | 6,3 %                       |
| 15                | 28 janvier 2014   | 5,8 %                   | 6,1 %                       | 6,1 %                   | 6,3 %                       |
| 16                | 3 février 2014    | 5,7 %                   | 5.8%                        | 4.9%                    | 5,6 %                       |
| 17                | 4 février 2014    | 5,9 %                   | 6,3 %                       | 6,1 %                   | 6,1 %                       |
| Moyenne           | Moyenne           | 10.2%                   | 9.5%                        | 9.3%                    | 9.6%                        |

## Prix et nominations
| Année | Prix                                         | Catégorie                                            | Destinataire          | Résultat   |
| ----- | -------------------------------------------- | ---------------------------------------------------- | --------------------- | ---------- |
| 2013  | KBS Drama Awards                             | Prix d'excellence, acteur dans une mini-série        | Lee Beom-soo          | Nomination |
| 2013  | KBS Drama Awards                             | Prix d'excellence, actrice dans une mini-série       | Yoona                 | Lauréat    |
| 2013  | KBS Drama Awards                             | Prix Netizen                                         | Yoona                 | Nomination |
| 2013  | KBS Drama Awards                             | Meilleur couple prix                                 | Lee Beom-soo et Yoona | Lauréat    |
| 2014  | 50th Baeksang Arts Awards                    | La plupart actrice populaire[pas clair] (télévision) | Yoona                 | Nomination |
| 2014  | 16th Seoul International Youth Film Festival | Meilleure jeune actrice                              | Yoona                 | Nomination |